# Astérix : Le Défi de César
Cet article concerne un jeu vidéo. Pour l'attraction du parc Astérix, voir Le Défi de César.
Astérix : Le Défi de César est un jeu vidéo de type party game développé et édité par Infogrames, sorti en 1993 sur DOS, Mac et CD-i.

## Développement
Selon un document interne des archives d'Infogrames, préservé dans les archives du CNJV, le jeu fut développé par Infogrames sous contrat avec Phillips Interactive Media France. Le contrat, signé en 1992, voyait Phillips payer 1,5 million de francs échelonnés en 6 paiements correspondant à des étapes de la conception du jeu.